# Tum
Niektóre z zamieszczonych tu informacji wymagają weryfikacji.
Dokładniejsze informacje o tym, co należy poprawić, być może znajdują się w dyskusji tego artykułu.
 Po wyeliminowaniu niedoskonałości należy usunąć szablon [[Szablon:Dopracować|]] z tego artykułu.

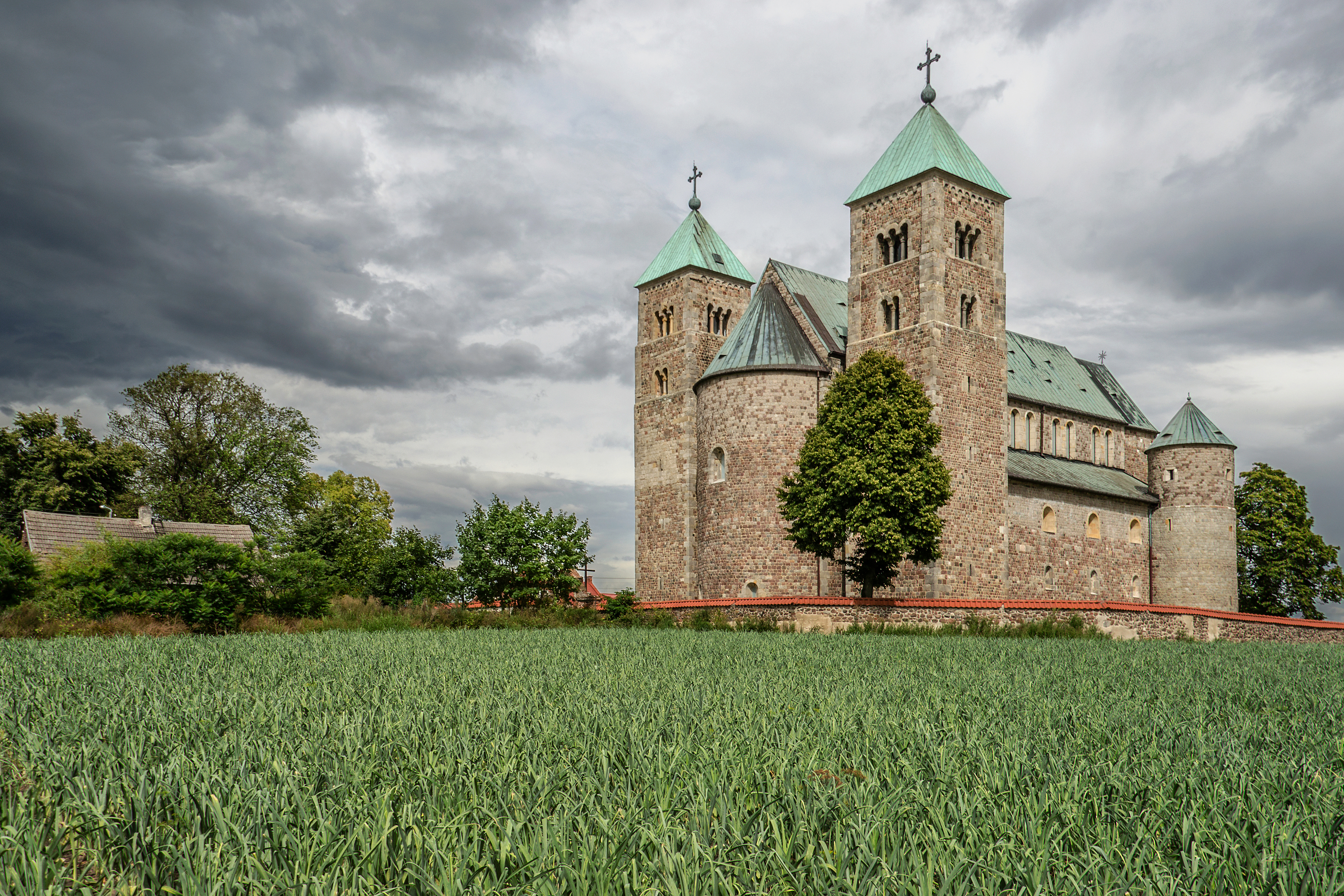
Kolegiata w Tumie koło Łęczycy

Tum (od niemieckiego Dom) – średniowieczna nazwa katedry lub kolegiaty, obecnie w zasadzie nie używana, choć niemieckie słowo Dom należałoby właśnie tak tłumaczyć, a nie jako katedrę.
Nie wszyscy etymolodzy zgadzają się z powyższym wywodem, kolegiaty bowiem budowano też później, lecz nazwa rzadko której lokalizacji nawiązuje do słowa tum. W językach germańskich słowo dom oryginalnie pochodziło z satem – od znaczenia plac do siedzenia w hochdeutsch, zapisane jako tuom. Nie ma więc potrzeby wywodzenia słowa tum od dom, skoro niemieckie Dom miało formę tuom i wcale nie oznaczało katedry czy kolegiaty. Doom czy dōm znaczy także sąd, a wiadomo, że na tumach odbywały się sejmy, w których zasądzano wyroki, a także dumano, czyli radzono.
Nazwa tum przetrwała w nazwie Ostrów Tumski (nazwa wysp – np. na Warcie w Poznaniu oraz na Odrze we Wrocławiu i Głogowie), a także w nazwie wsi Tum koło Łęczycy oraz Wzgórza Tumskiego w Płocku.